# 克利贝特
克利贝特（国际非专利药品名称：Clinofibrate，商品名：Lipoclin）是一种贝特类药物和双酚Z的衍生物，可作为降血脂药。

克利贝特的合成